# Alsodes kaweshkari
Alsodes kaweshkari Formas, Cuevas, and Nuñez, 1998 è una specie di anfibi anuri appartenente alla famiglia Alsodidae.